# 서영탁
서영탁은 대한민국의 배우이다. 2017년 6월 9일 지병으로 별세하였다.

## 출연작

### 드라마
- 1993년 MBC《경찰청 사람들》
- 1994년 KBS 《긴급구조 119》
- 2002년 SBS 《야인시대》 - 노덕술 역
- 2004년 SBS 《장길산》 - 김식 역
- 2005년 KBS 《서울 1945》 - 일본 형사 역
- 2006년 KBS 《대조영》 - 이맹 역
- 2007년 MBC 《이산》
- 2010년 SBS 《자이언트》
- 2012년 MBC 《못난이 송편》 - 학교 선생님 역